# Zulamith Wellander
Zulamith Maria Wellander-Svaneskog, född 2 april 1857 i Härnösand, död 27 februari 1919 i Stockholm, var en svensk operasångerska (mezzosopran). 
Wellander var dotter till skeppsklareraren Erik Stanislaus Wellander och Anna Matilda Bredberg. Hon fick scenisk utbildning först vid Kungliga teaterns elevskola 1873–1877 och därefter vid Musikkonservatoriet 1876–1879. Hon fortsatte därefter sina studier utomlands för Lilli Lehmann och Mathilde Marchesi 1879–1882. Efter fullbordade studier knöts hon till scener i Augsburg, Berlin och Kassel där hon hade stora framgångar. Under 1877–1879 och 1885–1887 tillhörde hon Kungliga Operan. Sedan hon lämnat scenen var hon verksam som sångpedagog i Stockholm.
Hon gästspelade även i Köpenhamn.
Wellander gifte sig den 8 juli 1891 med läkaren Carl Ulrik Jansson Svaneskog och blev änka vid hans död 1901. Hon är begravd på Norra begravningsplatsen utanför Stockholm.

## Roller
- Ortrud i Lohengrin
- Hedvig i Wilhelm Tell
- Martha i Faust
- Adriano i Rienzi
- Bergadrottningen i Den bergtagna
- Azucena i Trubaduren
- Fides i Profeten